# Station Miyakojima
Station Miyakojima (都島駅,  Miyakojima-eki) is een metrostation in de wijk Miyakojima-ku in Osaka, Japan. Het wordt aangedaan door de Tanimachi-lijn.

## Treindienst

### Tanimachi-lijn(stationsnummer T17)
| 1 | ■ Tanimachi-lijn | richting Higashi-Umeda, Tennōji en Yao-Minami |
| 2 | ■ Tanimachi-lijn | richting Dainichi                             |

## Geschiedenis
Het station werd in 1974 geopend.

## Overig openbaar vervoer
Bussen 21, 33, 45, 57, 83, 110 en 110A

## Stationsomgeving
- Gourmet City (supermarkt)
- McDonald's
- MOS Burger
- Tsutaya
- Mister Donut
- FamilyMart
- Risona Bank
- Mitsubishi Tokyo UFJ Bank
- Miyakojima-schrijn
- Miyakojima-park

Dainichi · Moriguchi · Taishibashi-Imaichi · Sembayashi-Omiya · Sekime-Takadono · Noe-Uchindai · Miyakojima · Tenjimbashisuji Rokuchōme · Nakazakicho · Higashi-Umeda · Minami-Morimachi · Temmabashi · Tanimachi Yonchōme · Tanimachi Rokuchōme · Tanimachi Kyūchōme · Shitennōji-mae Yūhigaoka · Tennōji · Abeno · Fuminosato · Tanabe · Komagawa-Nakano · Hirano · Kire-Uriwari · Deto · Nagahara · Yao-Minami